# Lac-Saint-Joseph
Lac-Saint-Joseph es una localidad con el estatus de ciudad en la provincia de Quebec, Canadá. Es una de las ciudades que conforman la Comunidad Metropolitana de Quebec y se encuentra en el condado regional de La Jacques-Cartier y a su vez, en la región administrativa de la Capitale-Nationale. Hace parte de las circunscripciones electorales de Portneuf a nivel provincial y de Portneuf a nivel federal.

## Geografía
Lac-Saint-Joseph se encuentra ubicada en las coordenadas 46°55′00″N 71°39′00″O / 46.91667, -71.65000. Según Statistics Canada, tiene una superficie total de 33,66 km² y es una de las 1135 municipalidades en las que está dividido administrativamente el territorio de la provincia de Quebec.

## Demografía
Según el censo de 2011, había 251 personas residiendo en esta localidad con una densidad poblacional de 7,5 hab./km². Los datos del censo mostraron que de las 266 personas censadas en 2006, en 2011 hubo una disminución poblacional de 15 habitantes (-5,6%). El número total de inmuebles particulares resultó de 364 con una densidad de 10,81 inmuebles por km². El número total de viviendas particulares que se encontraban ocupadas por residentes habituales fue de 118.